# Ilha de Senja

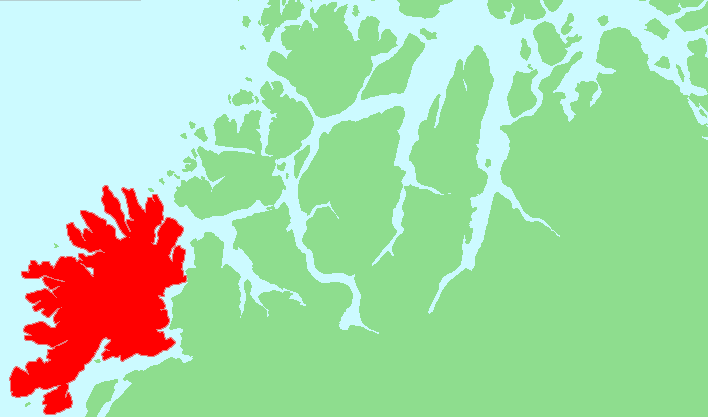
Localização de Senja

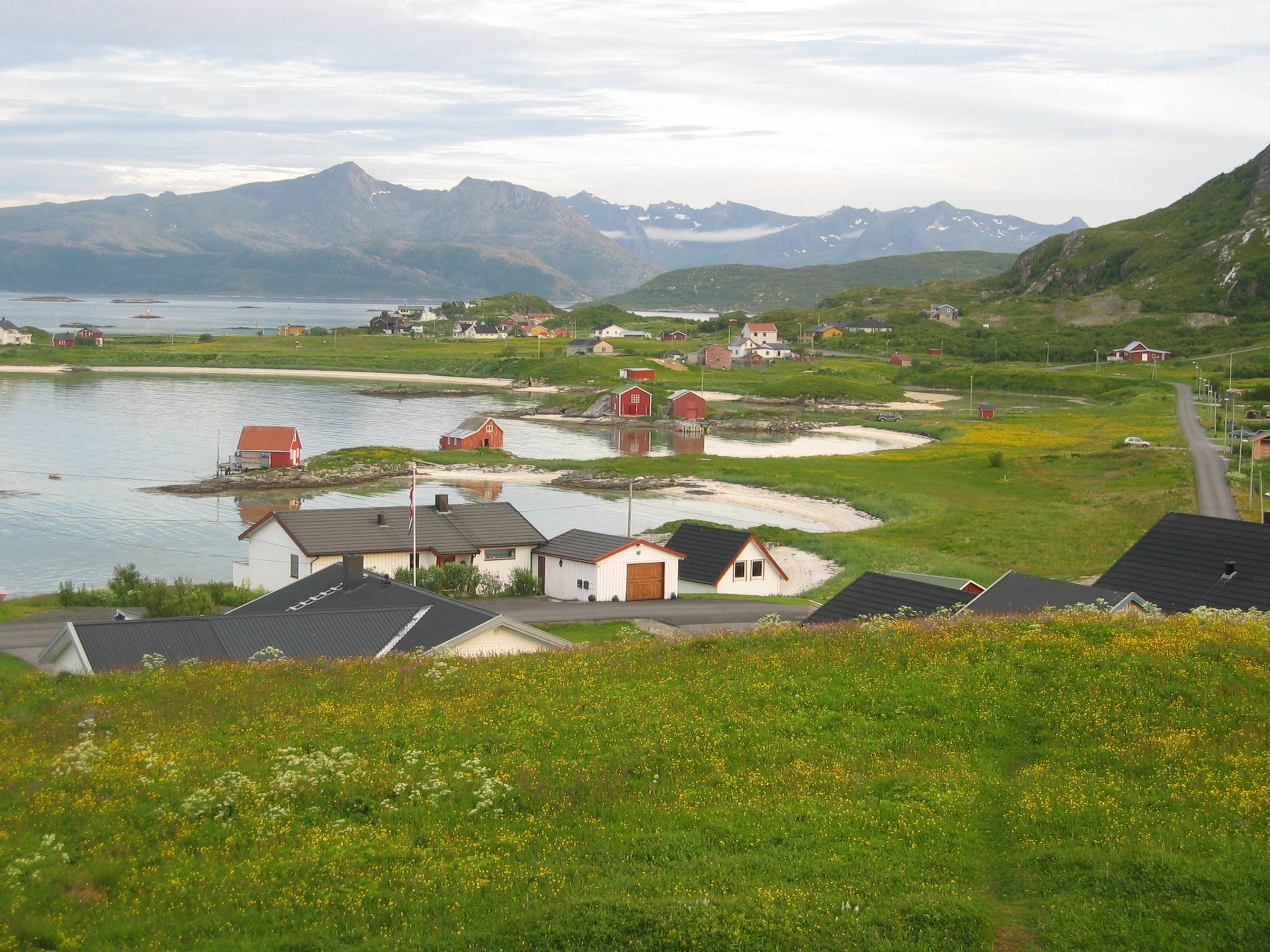
As povoações na ilha concentram-se na costa

Senja (em Lapão: Sážža) é a segunda maior ilha da Noruega em área, atrás de Hinnøya. Fica na linha costeira do condado de Troms, sendo Finnsnes a cidade mais próxima. Está ligada ao continente mediante a ponte Gisund. Tem 1586,3 km² e em 2008 contava 7782 habitantes. Senja está localizada em uma faixa de transição entre as culturas norueguesa e lapã. 
Na ilha fica o Parque Nacional de Ånderdalen, algumas comunidades pesqueiras tradicionais e o maior troll do mundo; Senja Trollet (o Troll de Senja). O município de Tranøy, no sul da ilha, conta com vários pequenos museus que documentam a história local.
As montanhosas costas norte e oeste não estão protegidas do mar aberto; nelas se alojam algumas aldeias piscatórias (como Gryllefjord ou Husøy), podendo encontrar-se também algumas terras baixas. As costas este e sul são de clima mais temperado e montanhas mais suaves, bosques, rios e algumas terras agrícolas.
A Senja já se chamou a "Noruega em miniatura", pela diversidade de paisagens da ilha que reflectem a natureza da Noruega.
As comunas de Senja são Lenvik (parte da qual no continente), Berg, Torsken, e Tranøy.